# Listă de filme istorice din anii 1940
Aceasta este o listă de filme istorice lansate în anii 1940.
| 1940                                 |                                                      | |                         | |
| One Million B.C.                     | Hal Roach                                            | Victor Mature, Carole Landis, Lon Chaney, Jr.                                                                                | SUA                     | fantastic, acțiunea în preistorie                                                                      |
| Northwest Passage                    | King Vidor                                           | Spencer Tracy, Robert Young, Walter Brennan, Ruth Hussey                                                                     | SUA                     | Războiul Francez și Indian, (1754–1763)                                                                |
| '                                    |                                                      | |                         | |
| 1941                                 |                                                      | |                         | |
| '                                    |                                                      | |                         | |
| 1942                                 |                                                      | |                         | |
| '                                    |                                                      | |                         | |
| 1943                                 |                                                      | |                         | |
| Vredens Dag                          | Carl Theodor Dreyer                                  | Thorkild Roose, Lisbeth Movin                                                                                                | Danemarca               | procesul unor vrăjitoare din Danemarca anilor 1623 ca o metaforă a persecuției naziste asupra evreilor |
| Titanic                              | Werner Klingler, Herbert Selpin                      | Sybille Schmitz, Hans Nielsen                                                                                                | Germania                | Scufundarea RMS Titanic                                                                                |
| '                                    |                                                      | |                         | |
| '                                    |                                                      | |                         | |
| 1944                                 |                                                      | |                         | |
| Inês de Castro\|                     | Manuel Augusto García Viñolas, José Leitão de Barros | Antonio Vilar, Alicia Palacios,                                                                                              | Spania, Portugalia      | Inês de Castro, Afonso al IV-lea                                                                       |
| Henry V                              | Laurence Olivier                                     | Laurence Olivier | Marea Britanie          | războaiele lui Henric al V-lea al Angliei în Franța                                                    |
| Meet Me in St. Louis                 | Vincente Minnelli                                    | Judy Garland, Margaret O'Brien, Mary Astor, Lucille Bremer, Tom Drake, Leon Ames, Marjorie Main, June Lockhart, Joan Carroll | Statele Unite           | Louisiana Purchase Exposition, 1904                                                                    |
| '                                    |                                                      | |                         | |
| '                                    |                                                      | |                         | |
| 1945                                 |                                                      | |                         | |
| Sudan                                | John Rawlins                                         | Maria Montez, Turhan Bey | SUA                     | în timpul faraonului Khafra                                                                            |
| '                                    |                                                      | |                         | |
| 1946                                 |                                                      | |                         | |
| Katadromi sto Aigaion                | M. Karagatsis                                        | Labros Konstadaras, Zinet Lakaz, Eleni Hatziargyri                                                                           | Grecia                  | Prima Cruciadă                                                                                         |
| Centennial Summer                    | Otto Preminger                                       | Jeanne Crain, Cornel Wilde                                                                                                   | SUA                     | Centennial Exposition, Philadelphia, anii 1870                                                         |
| '                                    |                                                      | |                         | |
| 1947                                 |                                                      | |                         | |
| Song of Love                         | Clarence Brown                                       | Katharine Hepburn, Paul Henreid, Robert Walker, Leo G. Carroll                                                               | SUA                     | Căsătoria lui Robert și Clara Schumann și prietenia șpr strânsă cu Johannes Brahms                     |
| '                                    |                                                      | |                         | |
| '                                    |                                                      | |                         | |
| 1948                                 |                                                      | |                         | |
| Ioana d'Arc                          | Victor Fleming                                       | Ingrid Bergman | SUA                     | Ioana d'Arc                                                                                            |
| '                                    |                                                      | |                         | |
| '                                    |                                                      | |                         | |
| 1949                                 |                                                      | |                         | |
| Fabiola (sau The Fighting Gladiator) | Alessandro Blasetti                                  | Michèle Morgan, Henri Vidal și Michel Simon                                                                                  | Italia                  | Constantin I                                                                                           |
| Eureka Stockade                      | Harry Watt                                           | Chips Rafferty, Jane Barrett, Jack Lambert                                                                                   | Regatul Unit, Australia | Peter Lalor și revolta căutătorilor de aur de la Ballarat, Australia                                   |
| '                                    |                                                      | |                         | |
| '                                    |                                                      | |                         | |